# Trieres (Elateridae)
Trieres là một chi bọ cánh cứng trong họ 
Elateridae.
Chi này được Candèze miêu tả khoa học năm 1900.

## Các loài
Chi này có các loài:
- Trieres ramitarsus Candèze, 1900